# Elaphognathia cornigera
Elaphognathia cornigera är en kräftdjursart som först beskrevs av Nunomura 1992.  Elaphognathia cornigera ingår i släktet Elaphognathia och familjen Gnathiidae. Inga underarter finns listade i Catalogue of Life.